# ニコル・フラゴティエ
ニコル・フラゴティエ（Nicole Flagothier 1966年1月9日- ）は、ベルギーのリエージュ出身の柔道選手。階級は52kg級及び56kg級。身長154cm。

## 人物
1991年の世界選手権56kg級では決勝でスペインのミリアム・ブラスコに技ありで敗れたものの2位となった。翌年のバルセロナオリンピックでは準決勝でイギリスのニコラ・フェアブラザーに有効で敗れると、3位決定戦では立野千代里に横四方固で敗れて5位にとどまった。その後も国際大会で一定の活躍を続けて、1995年には階級をそれまでの56kg級から52kg級に下げるものの、1996年のアトランタオリンピックには国内のライバルであるハイジ・ゴーセンスに敗れて出場できなかった。1997年の世界選手権では準決勝で北朝鮮のケー・スンヒに合技で敗れたものの3位となり、世界選手権で2度目のメダルを獲得した。

## 主な戦績
56kg級での戦績
- 1988年 - ドイツ国際　3位
- 1988年 - ベルギー国際　優勝
- 1988年 - オーストリア国際　3位
- 1988年 - 福岡国際　3位
- 1989年 - フランス国際　5位
- 1989年 - フランス語圏競技大会　優勝
- 1989年 - 世界選手権　7位
- 1989年 - 福岡国際　2位
- 1990年 - ドイツ国際　3位
- 1990年 - ヨーロッパ選手権　3位
- 1991年 - オランダ国際　3位
- 1991年 - イギリス国際　優勝
- 1991年 - オーストリア国際　3位
- 1991年 - 世界選手権　2位
- 1991年 - 福岡国際　2位
- 1992年 - ベルギー国際　3位
- 1992年 - ヨーロッパ選手権　2位
- 1992年 - バルセロナオリンピック　5位
- 1993年 - ドイツ国際　2位
- 1993年 - チェコ国際　優勝
- 1993年 - ヨーロッパ選手権　3位
- 1993年 - 世界選手権　7位
- 1993年 - 福岡国際　3位
- 1995年 - ベルギー国際　優勝
- 1995年 - オランダ国際　2位

52kg級での戦績
- 1996年 - ドイツ国際　2位
- 1996年 -  ハンガリー国際　優勝
- 1996年 -  ポーランド国際　優勝
- 1996年 - ベルギー国際　優勝
- 1996年 - オランダ国際　優勝
- 1996年 - イギリス国際　優勝
- 1996年 - ヨーロッパ選手権　3位
- 1997年 - ブルガリア国際　優勝
- 1997年 - フランス国際　3位
- 1997年 - ドイツ国際　5位
- 1997年 - チェコ国際　優勝
- 1997年 - オランダ国際　優勝
- 1997年 - 世界選手権　3位
- 1998年 - ポーランド国際　2位
- 2003年 - ベルギー国際　優勝